# 生口島北インターチェンジ
生口島北インターチェンジ（いくちじまきたインターチェンジ）は、広島県尾道市因島洲江町にある西瀬戸自動車道（通称：しまなみ海道）のインターチェンジ。
本州方面（尾道方面）のみのハーフICである。隣の生口島南ICは四国方面のみのハーフICのため、本ICが西瀬戸自動車道中国地方（広島県）側最終出口となる。
開通当初は、「洲江出入口」と呼ばれていた。

## 道路
- 西瀬戸自動車道（6番）

直接接続
- 広島県道81号生口島循環線

間接接続
- 国道317号

## 料金所
- ブース数：5

### 入口
- ブース数：2
  - ETC専用：1
  - 一般：1

### 出口
- ブース数：3
  - ETC専用：1
  - 一般：2

## 周辺
- 生口橋

## 隣
西瀬戸自動車道
(5)因島南IC - (6)生口島北IC - 瀬戸田BS - (7)生口島南IC